# تپه الورد
تپه الورد مربوط به دوره سلجوقیان است و در شهرستان شهریار، بخش مرکزی، روستای الورد واقع شده و این اثر در تاریخ ۱ مهر ۱۳۸۲ با شمارهٔ ثبت ۱۰۳۰۳ به‌عنوان یکی از آثار ملی ایران به ثبت رسیده است.